# Krijn
Koordinaten: 51° 40′ 49″ N, 3° 21′ 10″ O
Krijn (niederländisch für „Quirin“, auch Zeeland Ridges Neandertaler) ist die Bezeichnung niederländischer Wissenschaftler für das Bruchstück eines fossilen Schädeldachs, das im Jahr 2001 vor der Küste von Zeeuws Vlaanderen (Provinz Zeeland) aus der Nordsee geborgen wurde. Der erstmals 2009 wissenschaftlich beschriebene, schmale Rest aus dem mittleren Abschnitt eines Stirnbeins – des platten Knochens oberhalb der Nasenöffnung – wurde als Überrest eines Neandertalers aus dem untergegangenen Doggerland interpretiert. Der Fund ist das erste auf dem Hoheitsgebiet der Niederlande entdeckte Fossil eines Neandertalers und das älteste unter Wasser gefundene hominine Fossil.

## Entdeckung
Der Fund stammt aus einem als Zeeuwse Banken oder Middeldiep bezeichneten und zum Zeeland Rücken („Zeeland Ridges“) gehörenden Sandbankgebiet etwa 15 km vor der Küste Zeelands. 2001 entdeckte der Hobby-Paläontologe Luc Anthonis das Fragment im Abfall eines Muschelfischers.
Das Fossil wurde der Öffentlichkeit am 15. Juni 2009 durch den niederländischen Minister für Bildung, Kultur und Wissenschaft, Ronald Plasterk, auf einer Pressekonferenz im Reichsmuseum für Altertümer in Leiden vorgestellt. Auch das Natural History Museum in London und das Museum Boerhaave in Leiden richteten ihre Aufmerksamkeit auf die Entdeckung. Die ausführlichen Untersuchungsergebnisse wurden im Dezember 2009 im Journal of Human Evolution veröffentlicht.

## Forschung
Der Fund wurde von einem Team um den Paläoanthropologen Jean-Jacques Hublin vom Max-Planck-Institut für evolutionäre Anthropologie in Leipzig und der Universität von Leiden untersucht. Eine genaue radiometrische Datierung mit Hilfe der Radiokarbonmethode und eine Genanalyse erwiesen sich jedoch wegen der schlechten Konservierung als unmöglich. Das Alter des Knochens schätzten die Forscher auf über 60.000 Jahre; demnach stammt es aus der Zeit zu Beginn des Höhepunkts der Weichsel-Kaltzeit, als der Fundort, das heutige Meer vor der niederländischen Küste, eine von Flüssen durchzogene Tundra war.
Aus der Knochenstruktur wurde abgeleitet, dass das Fragment vom Schädel eines jungen männlichen Neandertalers stammt. Eine Vertiefung im Knochen wurde wahrscheinlich von einem gutartigen Tumor verursacht, der wohl schon von Geburt an vorhanden war.
Die Isotopenzusammensetzung des Knochenstücks ergab Anhaltspunkte dafür, dass sich der Neandertaler überwiegend von Fleisch ernährte.

## Ausstellung
Die Ausstellung „Neanderthaler uit de Noordzee“ zeigte diesen und weitere Funde vom Meeresgrund vom 16. Juni 2009 bis zum 27. September 2009 im Reichsmuseum für Altertümer in Leiden.

## Belege
1. 1 2 3  Jean-Jacques Hublin et al.: Out of the North Sea. The Zeeland Ridges Neanderthal. In: Journal of Human Evolution. Band 57, Nr. 6, 2009, S. 777–785, doi:10.1016/j.jhevol.2009.09.001, ISSN 0047-2484
2. ↑  Hannah Devlin: (16. Juni 2009) 60,000-year-old Neanderthal skull fragment trawled up in North Sea. Times Online (abgerufen am 18. Mai 2021)
3. 1 2  Paul Rincon (15. Juni 2009): Sea gives up Neanderthal fossil. BBC (abgerufen am 18. Mai 2021)
4. 1 2  Neanderthal of the North Sea. (Memento vom 15. August 2009 im Internet Archive) Im Original veröffentlicht vom Natural History Museum (abgerufen am 18. Mai 2021)
5. ↑  UPI (15. Juni 2009): Neanderthal fossil found in North Sea. United Press International (abgerufen am 18. Mai 2021)
6. ↑  Een Neanderthaler: eindelijk. (Memento vom 4. Februar 2010 im Internet Archive)
7. ↑  Ben van Raaij (4. Juni 2009): Neanderthaler mijlpaal voor Nederlandse archeologie. In: De Volkskrant vom 15. Juni 2006 (abgerufen am 18. Mai 2021)
8. ↑  Universität Leiden: De eerste Nederlandse Neanderthaler. (Memento vom 15. November 2010 im Internet Archive)
9. ↑  Der erste Neanderthaler Hollands lag auf dem Grund der Nordsee. Auf: archaeologie-online.de vom 19. Juni 2009 (abgerufen am 18. Mai 2021)
10. ↑  Eerste fossiel Nederlandse Neanderthaler. Rijksmuseum van Oudheden (abgerufen am 18. Mai 2021)
11. ↑  Neanderthaler uit de Noordzee' te zien in RMO. Auf: sleutelstad.nl vom 15. Juni 2009 (abgerufen am 18. Mai 2021)